# 정진식 (1971년)
정진식(鄭鎭植, 1971년 11월 15일 ~ )은 전 KBO 리그 롯데 자이언츠의 포수이자, 현 KBO 리그 SSG 랜더스의 잔류군 총괄코치이다.

## 선수 시절

### 한화 이글스시절
1994년에 입단하였다.

### 롯데 자이언츠시절
1999년에 입단하였다.

## 야구선수 은퇴 후
2002년부터 롯데 자이언츠, NC 다이노스를 거치며 전력분석원과 스카우트 등으로 활동하다가 2017년부터 NC 다이노스 D팀 배터리코치로 활동하며 코치 생활을 시작했다.

## 출신 학교
- 부산 가야초등학교
- 부산개성중학교
- 경남고등학교
- 동아대학교